# 瀬戸市立道泉小学校
瀬戸市立道泉小学校（せとしりつ どうせんしょうがっこう）は、かつて愛知県瀬戸市道泉町44にあった公立小学校。

## 地理
西は瀬戸市立本山中学校と隣接している。南東200mには名鉄瀬戸線の終着駅であり瀬戸市の中心駅である尾張瀬戸駅がある。北200mには「磁祖」加藤民吉像などがある窯神神社を内包する磁祖公園がある。学区内には陶磁器関係の中小工場が多数あり、また瀬戸焼の卸売店・小売店が多い。学区の北側には「瀬戸グランドキャニオン」と呼ばれる陶土の採掘場がある。

## 歴史

### 年表
- 1926年（大正15年）11月1日 - 瀬戸道泉尋常小学校として創立。
- 1941年（昭和16年） - 瀬戸市立道泉国民学校に改称。
- 1947年（昭和22年） - 瀬戸市立道泉小学校に改称。
- 2020年（令和2年）3月31日 - 瀬戸市の中心市街地の5校（瀬戸市立道泉小学校、瀬戸市立深川小学校、瀬戸市立古瀬戸小学校、瀬戸市立東明小学校、瀬戸市立祖母懐小学校）と2中学校（瀬戸市立本山中学校、瀬戸市立祖東中学校）を統合、義務教育学校の瀬戸市立にじの丘学園の開校により廃校。

### 沿革
1947年度（昭和22年度）の児童数は1141人を数え、1957年度（昭和32年度）には1448人に達するマンモス校だった。しかしその後は児童数が減少に転じ、1967年度（昭和42年度）の児童数は852人、1977年度（昭和52年度）の児童数は617人、1987年度（昭和62年度）の児童数は372人、1997年度（平成9度）の児童数は262人となった。

### 児童数の変遷
『愛知県小中学校誌』（2018年）によると、児童数の変遷は以下の通りである。
| 1947年（昭和22年） | 1141人 |  |
| 1957年（昭和32年） | 1448人 |  |
| 1967年（昭和42年） | 852人  |  |
| 1977年（昭和52年） | 617人  |  |
| 1987年（昭和62年） | 372人  |  |
| 1997年（平成9年）  | 262人  |  |
| 2007年（平成19年） | 271人  |  |
| 2017年（平成29年） | 212人  |  |